# HMS Lotus (K130)
«Лотус» (англ. HMS Lotus (K130) — військовий корабель, корвет типу «Флавер» Королівського військово-морського флоту Великої Британії за часів Другої світової війни.
Корвет «Лотус» був закладений 26 березня 1941 року на верфі компанії Henry Robb у шотландському Літі. 16 січня 1942 року він був спущений на воду, а 9 травня 1942 року увійшов до складу Королівських ВМС Великої Британії.
Корабель брав участь у бойових діях на морі в Другій світовій війні, бився переважно у Північній Атлантиці, на Середземному морі, супроводжував десятки арктичних та атлантичних конвоїв, підтримував висадку морських десантів у Північній Африці.

## Історія

### 1942
12 листопада 1942 року «Лотус» у Середземному морі північніше Орана разом з корветом «Старворт» затопили глибинними бомбами німецький підводний човен U-660.

### 1943
7 січня 1943 року «Лотус» вийшов до Ісландії, де увійшов до сил британського флоту, що супроводжували чергові конвої до СРСР. З 17 по 27 січня він залучався до ескортування конвою JW 52 з 15 транспортників, які йшли до Кольської затоки. «Лотус» діяв у складі ескорту, який очолював лінкор «Енсон».

### 1944
У березні 1944 року корвет залучався до супроводження чергового арктичного конвою JW 58 з 47 транспортних та вантажних суден.